# Pontus Tidemand

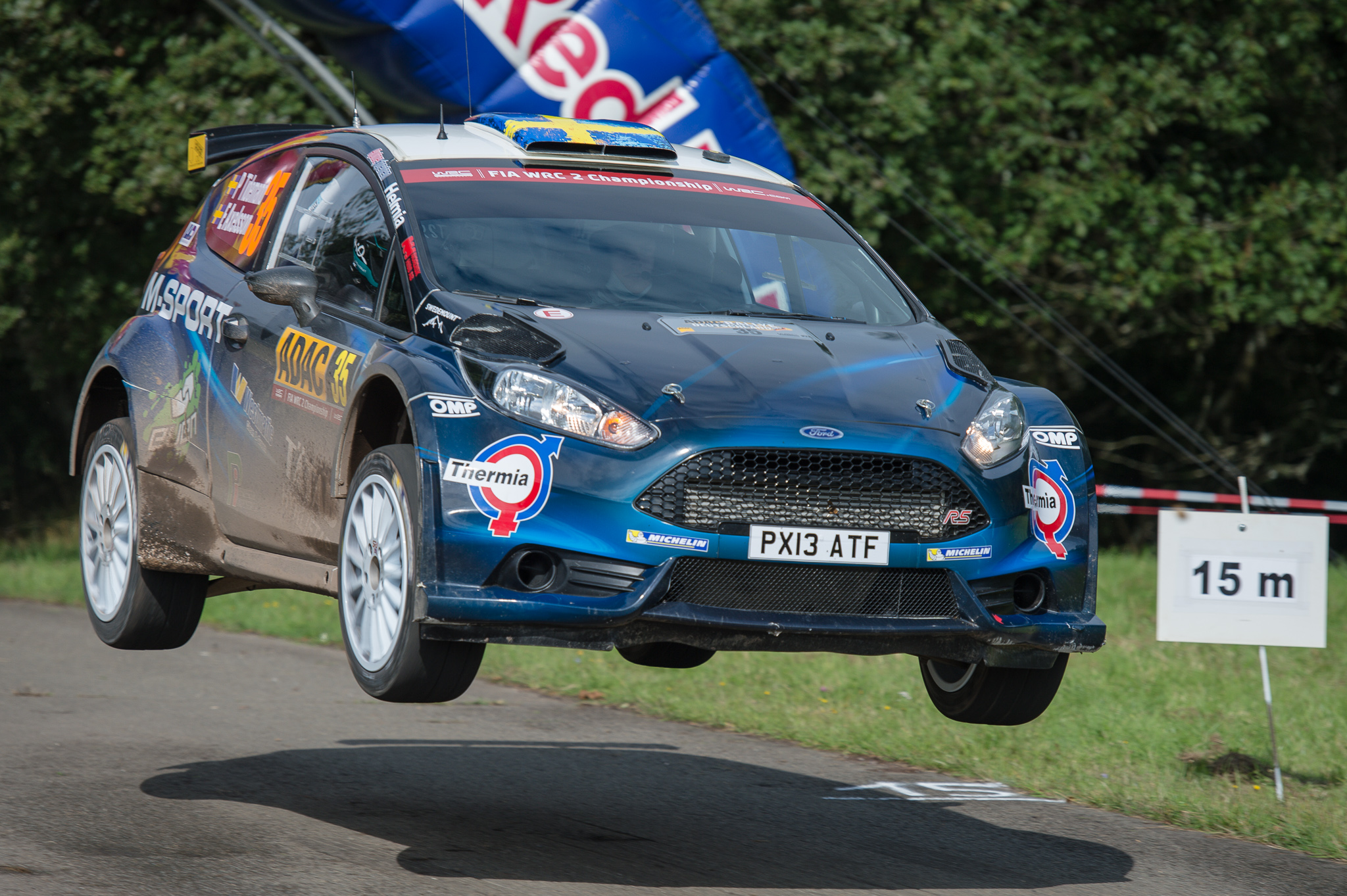
Tidemand lors du Rallye d'Allemagne 2014.

Pontus Tidemand, né le 10 décembre 1990 à Charlottenberg, est un pilote de rallye suédois. Il est le fils du pilote de rallye et de rallycross Thomas Tidemand et de Maud Solberg, femme du quintuple champion de Norvège des rallyes, Henning Solberg.
Il est sacré champion du monde des rallyes junior en 2013 et champion du monde WRC-2 en 2017. En 2019, il débute en WRC avec l'équipe privée M-Sport.

## Carrière

### Les débuts
Il fait ses débuts en Championnat du monde des rallyes en 2012 en WRC Academy et réalise aussi une manche en SWRC dans laquelle il finit troisième. Il termine cette première année en WRC Academy à la troisième place finale avec trois podiums derrière Elfyn Evans et José Antonio Suárez.

### 2013: Champion JWRC
En 2013, Pontus Tidemand fait ses débuts sur une World Rally Car chez lui au Rallye de Suède. Au volant de sa Ford Fiesta RS WRC, il abandonne au cours du rallye. Il repart pour une deuxième année en WRC Academy, devenu depuis JWRC (Championnat du monde des rallyes junior). Plus expérimenté que l'année dernière, le Suédois décroche le titre avec trois victoires sur les six rallyes disputés.

### 2014: Engagement en WRC-2 et en rallycross

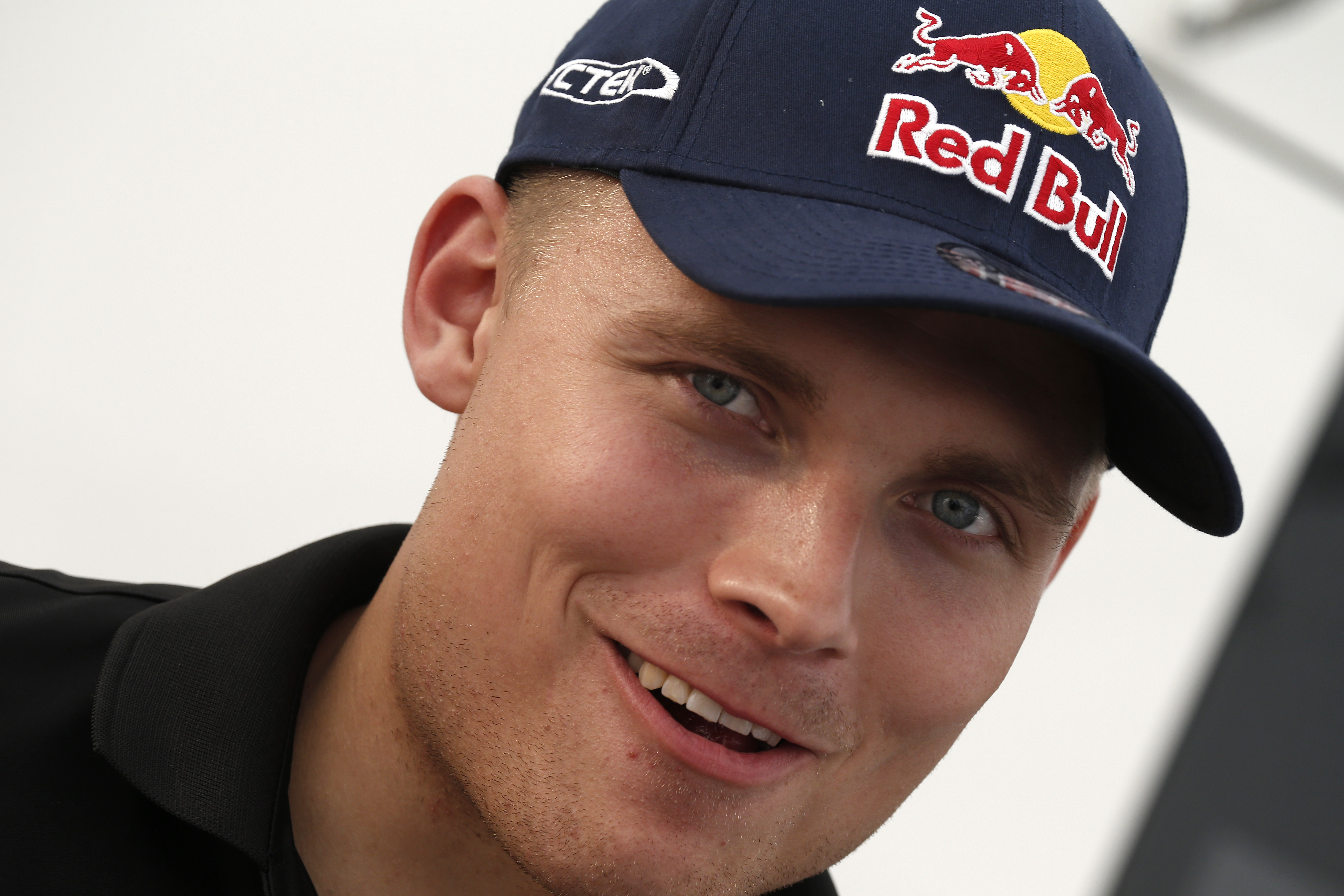
Pontus Tidemand lors d'une manche de rallycross en 2014.

En 2014, il réalise un programme partiel en Championnat du monde des rallyes - 2 et en championnat du monde de rallycross dans la structure de Mattias Ekström. Il réalise une victoire en WRC-2, en Allemagne, et termine 8e du championnat du monde de rallycross 2014.
En 2015, Tidemand déclare viser le titre en WRC-2.
En 2017, il est sacré champion WRC-2 sur une Škoda Fabia R5.

### 2019:1resaison complète en WRC avec M-Sport
Il est engagé par l'équipe privée M-Sport pour disputer la saison 2019, en étant tout de même confirmé que pour le Rallye Monte-Carlo et le Rallye de Suède.

## Résultats

### Titres
- Champion d'Asie-Pacifique des rallyes: 2015 (Skoda Fabia S2000);
- Coupe du Pacifique des rallyes: 2015 (Skoda Fabia S2000).

### Résultats en WRC
| Saison | Équipe          | Voiture            | 1   | 2       | 3   | 4      | 5   | 6   | 7   | 8   | 9     | 10  | 11     | 12  | 13  | Classement final | Points |
| ------ | --------------- | ------------------ | --- | ------- | --- | ------ | --- | --- | --- | --- | ----- | --- | ------ | --- | --- | ---------------- | ------ |
| 2012   | Pontus Tidemand | Škoda Fabia S2000  | MON | SWE 18  | MEX | POR    | ARG | GRE | NZL | FIN | GER   | GBR | FRA    | ITA | ESP | NC               | 0      |
| 2013   | Pontus Tidemand | Ford Fiesta RS WRC | MON | SWE Ab. | MEX | POR    | ARG | GRE | ITA | FIN | GER   | AUS | FRA    | ESP | GBR | NC               | 0      |
| 2014   | Pontus Tidemand | Ford Fiesta RS WRC | MON | SWE 8   | MEX | POR 11 | ARG | GRE | ITA | FIN | GER 9 | AUS | FRA 28 | ESP | GBR | 19               | 6      |

* Saison en cours

### Résultats en SWRC
| Saison | Écurie          | Voiture           | 1   | 2     | 3   | 4   | 5   | 6   | 7   | 8   | Classement final | Points |
| ------ | --------------- | ----------------- | --- | ----- | --- | --- | --- | --- | --- | --- | ---------------- | ------ |
| 2012   | Pontus Tidemand | Škoda Fabia S2000 | MON | SWE 3 | POR | NZL | FIN | GBR | FRA | ESP | 8e               | 15     |

### Résultats en WRC Academy / JWRC
| Saison | Écurie          | 1       | 2         | 3       | 4       | 5       | 6       | Classement final | Points |
| ------ | --------------- | ------- | --------- | ------- | ------- | ------- | ------- | ---------------- | ------ |
| 2012   | Pontus Tidemand | POR 3 1 | GRE Ret 1 | FIN 2 6 | GER 6   | FRA 6 2 | ESP 2 7 | 3e               | 84     |
| 2013   | Pontus Tidemand | POR 1 5 | GRE 2 8   | FIN 3 6 | GER 1 3 | FRA 1 1 | ESP     | 1er              | 131    |

## Victoires en APRC
(5 des 6 épreuves 2015, sur Škoda Fabia S2000)
- Rallye de Wangarhei 2015
- Rallye du Queensland 2015
- Rallye de Malaisie 2015
- Rallye d'Hokkaido 2015
- Rallye de Chine Longyou 2015